# Christian Madsen (skuespiller)
 For alternative betydninger, se Christian Madsen. (Se også artikler, som begynder med Christian Madsen)
Christian Madsen (født 8. februar 1990 i Los Angeles) er en amerikansk skuespiller. Han er bedst kendt for sine roller i filmene Divergent (2014) og Palo Alto (2013).